# کارولین مک‌کارتی
کارولین مک‌کارتی (به انگلیسی: Carolyn McCarthy) نمایندهٔ حوزه انتخابیه چهارم نیویورک از حزب دموکرات ایالات متحده آمریکا در مجلس نمایندگان ایالات متحده آمریکا است که برای نخستین‌بار در ۱۰ ژانویه ۱۹۹۷ میلادی به‌عضویت این مجلس درآمد.